# Tomás Verdejo

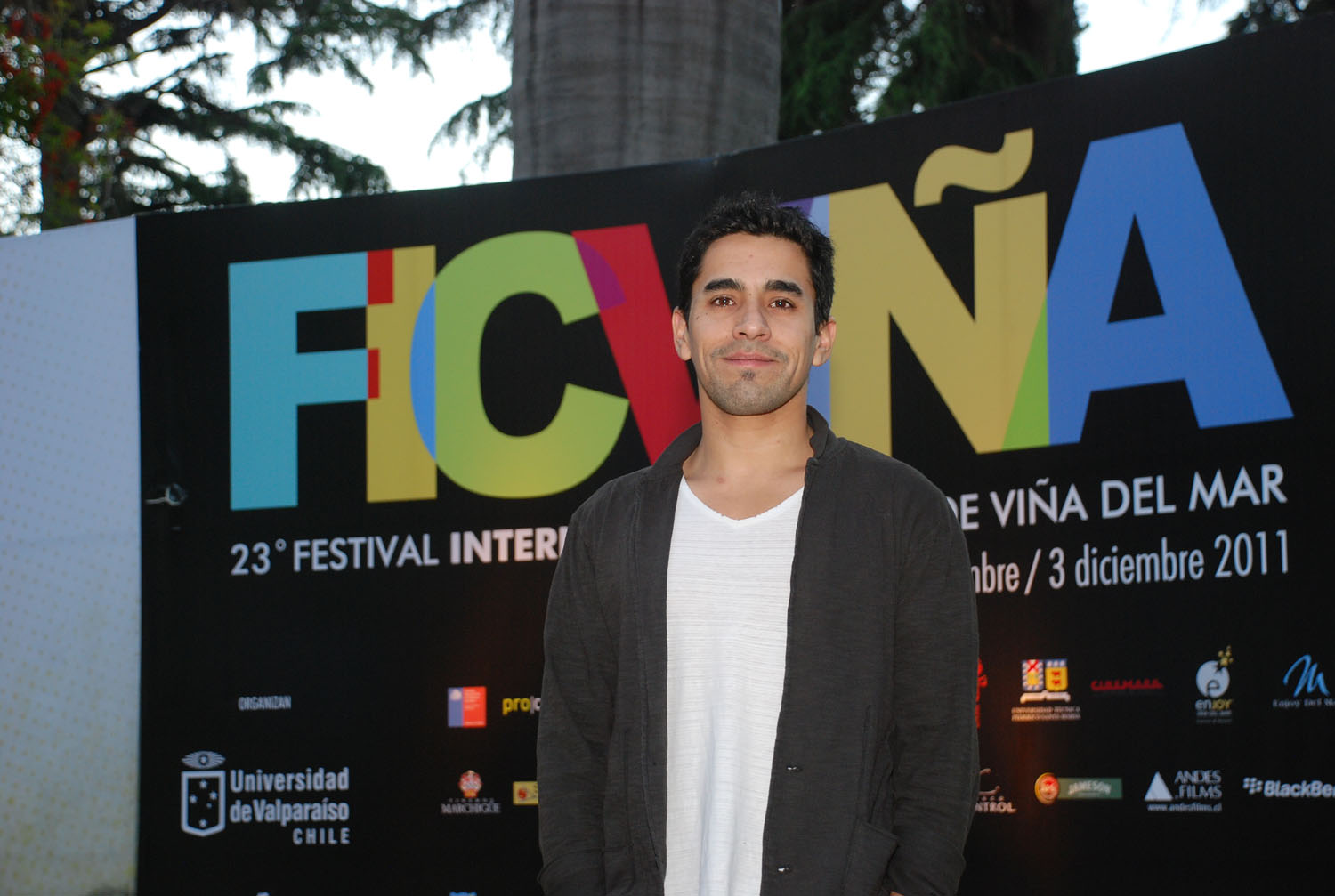
Verdejo en 2011.

Tomás Pablo Verdejo Urzúa (Viña del Mar, 18 de abril de 1983) es un actor chileno que se hizo conocido por su papel de Martín Herrera en la serie Los 80. Actualmente es fotógrafo, y reside en Chile.

## Carrera
Tomás recibió el reconocimiento público mediante su papel de Martín Herrera en la serie Los 80, en el que interpreta al segundo hijo de la familia Herrera, este rol lo llevó a ser conocido y a obtener posteriormente un papel secundario en la teleserie Feroz de Canal 13, además de obtener su primer personaje en el cine en la película de Oscar Godoy Ulises, que compitió en el Festival Internacional de Cine de Viña del Mar 2009.

## Filmografía

### Telenovelas
| Teleseries | Teleseries | Teleseries        | Teleseries |
| Año        | Teleserie  | Rol               | Canal      |
| ---------- | ---------- | ----------------- | ---------- |
| 2010       | Feroz      | Gabriel Hernández | Canal 13   |

### Series y unitarios
| Series y unitarios | Series y unitarios                | Series y unitarios      | Series y unitarios |
| Año                | Series                            | Rol                     | Canal              |
| ------------------ | --------------------------------- | ----------------------- | ------------------ |
| 2008               | Héroes: La gloria tiene su precio | Guardiamarina           | Canal 13           |
| 2008               | Mi verdad                         | Milton                  | Chilevisión        |
| 2008–2014          | Los 80                            | Martín Herrera          | Canal 13           |
| 2009               | Réquiem                           | Soldado Rodrigo Morales | Canal 13           |
| 2012               | Vida por vida                     | Gonzalo Miño            | Canal 13           |

### Cine
| Cine | Cine           | Cine             | Cine |
| Año  | Cine           | Rol              |      |
| ---- | -------------- | ---------------- | ---- |
| 2009 | Ulises         | Andy             |      |
| 2011 | Mejor no fumes | Paulo            |      |
| 2013 | Fiesta Falsa   | Álvaro           |      |
| 2015 | Invierno       | Nazareno Briones |      |

## Teatro
- Cantata urbana (2001) como ?
- La viuda de Apablaza (2002) como Ñico.
- Creación grupal (2002) como ?
- El rufián de las escaleras (2003) como Wilson.
- El médico a palos (2003) como Sganarelle.
- Silencio (2004) como ?
- Acrobacia teatral (2004) como Dueño del teatro.
- La clase muerta (2005) como ?
- El círculo de tiza caucasiano (2006) como Azdak.
- Pantaleón y las visitadoras (2007) como Pantaleón Pantoja.